# اچ‌ام‌اس اچ۱
اچ‌ام‌اس اچ۱ (به انگلیسی: HMS H1) یک زیردریایی بود که طول آن ۱۵۰ فوت ۳ اینچ (۴۵٫۸۰ متر) بود. این زیردریایی در سال ۱۹۱۵ ساخته شد.